# 1700 Zvezdara
Az 1700 Zvezdara (ideiglenes jelöléssel 1940 QC) a Naprendszer kisbolygóövében található aszteroida. Petar Đurković fedezte fel 1940. augusztus 27-én.